# NW Возничего
NW Возничего (лат. NW Aurigae) — одиночная звезда в созвездии Возничего на расстоянии (вычисленном из значения параллакса) приблизительно 12206 световых лет (около 3743 парсеков) от Солнца. Видимая звёздная величина звезды — +14,5m.

## Характеристики
NW Возничего — жёлто-белая звезда спектрального класса F. Эффективная температура — около 6550 К. Ранее считалась переменной звездой, но дальнейшие наблюдения переменности не подтвердили.